# Mailbox.org
mailbox.org ist ein kostenpflichtiger, deutscher E-Mail-Dienst eines Berliner Unternehmens, der seit Februar 2014 online ist. Der Dienst versucht, sich mit besonderem Augenmerk auf Datenschutz, Datensicherheit und Werbefreiheit von anderen Anbietern abzugrenzen.

## Geschichte
Geschichtlich geht mailbox.org auf JPBerlin zurück, der seit 1989 unabhängige und werbefreie E-Mail-Postfächer mit Sitz in Deutschland bietet. Gegründet wurde JPBerlin von der damaligen Jungen Presse Berlin mit Peer Heinlein  als Administrator. Peer Heinlein führt es als eigenständiges Angebot in seiner Heinlein-Unternehmensgruppe bis heute fort im Sinne des ursprünglichen Vereins.
2014 entstand mailbox.org nach Angaben des Gründers Peer Heinlein im Zuge der globalen Überwachungs- und Spionageaffäre aus dem Wunsch heraus, einen „international skalierenden Mail-Provider aufzubauen, der in Sachen Sicherheit, Transparenz und Werbefreiheit neue Maßstäbe setzt“.
Nachdem mailbox.org bereits seit 2020 im Auftrag des Thüringer Ministerium für Bildung, Jugend und Sport die E-Mail-Adressen der Lehrkräfte in Thüringen bereitstellt, lässt auch die Berliner Senatsverwaltung für Bildung, Jugend und Familie seit 2021 alle ihrer rund 33.000 Berliner Lehrkräfte der öffentlichen Schulen durch mailbox.org mit sicheren E-Mail-Konten versorgen.

## Angebot
mailbox.org unterteilt seine Angebote in solche für Privatkunden und solche für Geschäftskunden. Die Angebote umfassen E-Mail-Dienste mit Spam- und Virenschutz, Web-Groupware einschließlich Online-Office, ein eigenes Videokonferenzsystem und Filesharing – als in Deutschland gehostete Alternative zu Microsoft 365, Google Workspace oder Google Drive.
Das günstigste Angebot für Privatkunden kostet (Stand August 2023) einen Euro pro Monat und bietet unter anderem zwei Gigabyte Mail-Speicherplatz und die Möglichkeit, drei E-Mail-Aliase anzulegen. Standard- und Premium-Tarife bieten 10–25 GB Mailspeicher und 5–50 GB Speicherplatz Filehosting sowie die Anlage von bis zu 25 E-Mail-Aliasen. Über sogenannte Team Accounts können bis zu zehn Privatpersonen gemeinsamen Kalender, Kontakte, Dateien und andere Dienste von mailbox.org nutzen.
mailbox.org rechnet für Privatkunden nach dem Prepaid-Prinzip ab. Auf Wunsch kann auch durch Bareinzahlung aufs Bankkonto oder anonym per Bargeld auf dem Postweg bezahlt werden.
Über einen eigenen XMPP-Server von mailbox.org sind die Nutzer auch per Jabber-Chat erreichbar.
Seit 2016 bietet mailbox.org einen Tor-Austritts-Server oder -Knoten (englisch exit node) zur Anonymisierung von Verbindungsdaten an. Wird über das Tor-Anonymisierungsnetzwerk und den Tor-Austrittsserver auf die Dienste von mailbox.org zugegriffen, fallen bei mailbox.org keine IP-Adressen mehr an, die für die Vorratsdatenspeicherung geeignet wären. mailbox.org stellt dafür auch allgemeine Informationen und Konfigurationsanleitungen bereit.

## Datenschutz und Datensicherheit
Der Dienst versendet keine Werbemails und wertet nach eigenen Angaben Inhalte der Nutzer-E-Mails nicht aus, wie dies etwa beim weltweit meistgenutzten E-Mail-Dienst Gmail gängige Praxis ist – siehe hierzu auch Finanzierung von Gmail. Von mailbox.org versendeten E-Mails seiner Nutzer entfernt der Dienst Client-IP-Adressen und verräterische Informationen zum Mailclient und eingesetztem Betriebssystem.
mailbox.org entwickelte verschiedene neue Ansätze zum Schutz der Nutzerdaten: So führte der Anbieter als erster Provider die Möglichkeit ein, alle eingehenden E-Mails nachträglich mit dem Public PGP-Key des Nutzers zu verschlüsseln und so besonders vor dem Zugriff durch Dritte zu schützen, sollte das Passwort des Postfachs abhandenkommen.
Bei Nutzung des Webmail-Angebotes besteht die Möglichkeit, seine E-Mails ohne spezielle Client-Software (E-Mail-Programm mit eventuell notwendigen Plugins) mithilfe von PGP und seit November 2023 auch mittels S/MIME zu ver- und auch zu entschlüsseln, ohne dazu notwendigerweise eine Browser-Erweiterung wie Mailvelope zu verwenden. Schlüssel und der Verschlüsselungsvorgang finden außerhalb des Einflussbereiches des Nutzers auf den Servern von mailbox.org statt, was jedoch dem Prinzip von Ende-zu-Ende-Verschlüsselung widerspricht. Laut Peer Heinlein, Geschäftsführer von mailbox.org, sind die privaten Schlüssel jedoch zu jedem Zeitpunkt mit einem nur dem Nutzer bekannten Passwort auf den Servern gespeichert, sodass diese nicht von den Administratoren eingesehen werden können. Zudem kann dadurch vermieden werden, dass private PGP- oder S/MIME-Schlüssel auf als unsicher empfundenen Endgeräten gespeichert werden müssen.
mailbox.org verwendete neben Extended-Validation-Zertifikaten als einer der ersten Anbieter auch Sicherheitsmechanismen wie DANE und DNSSEC. Durch die Auswahl hochwertiger Ciphers und weiteren HTTP-Security-Headern wie HSTS wird ein besonders hohes Verschlüsselungsniveau und ein sehr guter Schutz gegen Manipulationen durch Dritte erreicht.

## Verwendete Software
Als Grundlage der Webmail-Oberfläche nutzt mailbox.org die freie Software OX App Suite des Unternehmens Open-Xchange. Für Videokonferenzen wird auf OpenTalk gesetzt.

## Rezeption
Im Februar 2015 sowie im Oktober 2016 wurde mailbox.org neben Posteo Testsieger der Stiftung Warentest.
Im Juni 2021 wurde mailbox.org neben der Schweizer Linuxfabrik Testsieger beim Schweizer Konsumentenmagazin K-Tipp im Bereich „Cloud Service“.

## Rechtsstreit mit der russischen Aufsichtsbehörde Roskomnadsor
Nachdem die russische Telekommunikationsaufsichtsbehörde Roskomnadsor im Dezember 2019 eine Sperre von mailbox.org in Russland beantragt hatte, erklärte mailbox.org im Januar 2020, dass sie sich in einem Rechtsstreit anwaltlich vertreten lasse, da sie das Vorgehen der Behörde als Bestrebung zur Zensur des Internets betrachtet. Im Februar 2020 zog Roskomnadsor den gegen mailbox.org eingereichten Sperrantrag zurück, nachdem sich mailbox.org einverstanden erklärte, die eigenen, öffentlich einsehbaren, Webimpressum-Daten in das russische Telekommunikationsverzeichnis eintragen zu lassen.